# Heute ist der letzte Tag vom Rest deines Lebens

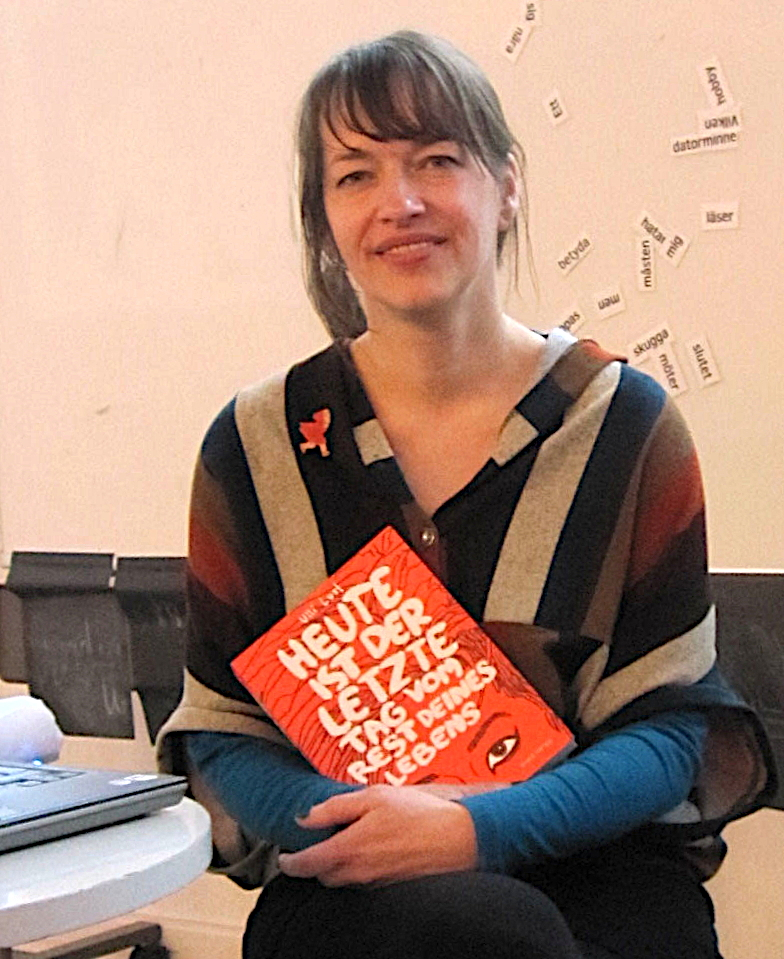
Ulli Lust bei „Kulturnatt Stockholm“ (24. April 2010)

Heute ist der letzte Tag vom Rest deines Lebens ist ein autobiographischer Comic von Ulli Lust aus dem Jahr 2009. Die Autorin schildert darin ihre Erfahrungen, die sie als fast Siebzehnjährige während einer zweimonatigen Reise durch Italien gemacht hat.

## Handlung
Der Comic handelt von der zweimonatigen Italienreise der fast siebzehnjährigen Ulli Schneider, von Mitte August bis Mitte Oktober 1984. Spontan entschließen die Autorin und ihre nymphomanische Freundin Edi, vollkommen unvorbereitet von Wien aus nach Italien zu reisen. Die zwei haben weder nennenswert Geld noch ihre Ausweispapiere dabei und nur jeweils ein T-Shirt zum Wechseln im Gepäck. Selbst der geteilte Schlafsack ist ein zufälliges Geschenk eines gemeinsamen Freundes, den sie kurz vor ihrer Abreise im Vorbeigehen treffen. Die beiden Punks reisen dabei unter anderem per Anhalter, mit der Bahn oder auch zu Fuß.
Der Weg führt sie über die Alpen an die italienische Grenze, die sie illegal überqueren. Es geht weiter nach Verona, Cattolica, Pescara und schließlich nach Rom. In Verona schauen sich die beiden unter anderem die Oper an, in Rom besuchen sie ein Konzert von The Clash.
In der italienischen Hauptstadt lernen sie auch den Junkie Andreas kennen, der von der Polizei in Deutschland gesucht wird und deswegen in Italien untergetaucht ist. Edi und Andreas sind für kurze Zeit ein Paar, er begleitet die beiden für den größten Teil der restlichen Reise. Als das Wetter kälter wird, entschließen sich die drei nach einem längeren Aufenthalt in Rom in den Süden des Landes zu reisen. Über Neapel soll es weiter nach Palermo gehen. Durch die Intrige einer zufälligen Bekanntschaft werden die drei allerdings in Neapel getrennt und die Autorin ist einen Teil der Reise auf sich allein gestellt. Insbesondere in dieser Zeit ist die junge Frau sexueller Belästigung, bis hin zu einer Vergewaltigung, ausgesetzt. In Palermo lernt Ulli die beiden Straßenmaler Frankie und Heinz kennen. Sie wohnt einige Zeit bei den beiden in einem heruntergekommenen Haus außerhalb der Stadt. Durch Glück trifft Ulli nach einiger Zeit in Palermo Edi und Andreas wieder, wo die Geschichte ihren Höhepunkt erreicht.
Die jungen Frauen geraten in Mafiakreise und kommen mit harten Drogen in Kontakt. Die zwei kommen sogar für einige Zeit in der Villa eines Mafiapaten unter, aus der die beiden Frauen letztendlich flüchten. Bedingt durch Edis Heroinabhängigkeit entfernen sich die Freundinnen zunehmend voneinander. Im Zuge einer Großrazzia gegen die Mafia wird auch Ulli verhaftet und verbringt kurze Zeit in Gewahrsam. Die Verhaftung nimmt die junge Frau zum Anlass, sich wieder auf den Heimweg zu machen. Für den letzten Teil der Reise wird die Autorin nicht von Edi, sondern von Andreas begleitet. Nach einer kurzen Rückkehr nach Rom macht sich die Autorin mit Hilfe der österreichischen Botschaft wieder auf den Weg nach Hause. Dadurch erfährt sie, dass ihre Eltern sie als vermisst gemeldet haben und sie deswegen von der Polizei gesucht wird. Als sie daheim eintrifft, muss sie außerdem noch erfahren, dass Edi vor ihr angekommen ist, und die eigene Drogensucht und Prostitution Ulli untergeschoben hat.

## Figuren
In der folgenden Liste werden einige der wichtigen Figuren aus Heute ist der letzte Tag vom Rest deines Lebens kurz vorgestellt. Ulli Lust hat die Namen der Figuren zum Schutz der betroffenen Personen für ihre Geschichte geändert.
- Gerry ist einer von Ullis Freunden in Wien. Die Geschichte beginnt in der Wohnung von Ulli, die Gruppe Punks stechen sich gegenseitig Tätowierungen. Ulli versucht sich an einem Totenkopf auf Gerrys Rücken. Ulli trifft ihn zwei Jahre nach ihrer Italienreise zufällig wieder. Dessen Oberarme waren dann nach einer Haftstrafe vollständig tätowiert.
- Edi und Ulli kennen sich noch nicht lange, bevor sich die beiden gemeinsam auf die Reise machen. Für die nymphomanische Edi scheint der Aufenthalt in Italien und vor allem die sexuelle Belästigung weit weniger belastend zu sein, als für die Erzählerin. Auf einem Konzert drei Jahre nach den Ereignissen traf Ulli wieder auf ihre ehemalige Freundin, suchte allerdings schnell das Weite. Edi besuchte zu der Zeit eine Handelsschule und begrüßte die Comiczeichnerin euphorisch mit den Worten „Wir hatten eine leiwande Zeit zusammen, gell?“
- Nici ist ein befreundeter Punk, dem Ulli und Edi ganz zu Beginn ihrer Reise zufällig in Wien begegnen, als die Freundinnen auf einer Parkbank sitzen. Dieser ist auf dem Weg zu seinen Eltern in Baden und überlässt den beiden spontan seinen Schlafsack.
- Andreas heißt eigentlich anders, gibt seinen richtigen Namen allerdings nicht preis, da er auf der Flucht vor der deutschen Polizei untergetaucht ist („[k]önnte sein, dass ihr den aus der Zeitung kennt, das wäre mir unangenehm“). Auf der Rückreise in einem Zug von Palermo verschafft Andreas der Protagonistin den ersten Orgasmus ihres Lebens. Monate später, als Ulli alleine war, berührte sie ihre Klitoris auf die gleiche Art und „explodierte“.
- Guido vergewaltigt Ulli, während sie in einer kleinen Strandhütte in Catania übernachten. Massimo, der Ulli vorher bereits zum Sex genötigt hat, bleibt unbeteiligt daneben liegen. Zwar flieht Ulli unmittelbar nach der Tat, läuft den zwei Männern aber wieder über den Weg. Trotz der Vergewaltigung verbringt sie weiter Zeit mit den beiden, zum Beispiel wenn sie gemeinsam am Strand grillen. Ulli ist sogar kurz mit Guido zusammen.
- Frankie und Heinz sind zwei Straßenmaler aus Deutschland, die Ulli in Palermo kennenlernt, während sie von Edi und Andreas getrennt ist. Die drei kommen wegen ihrer gemeinsamen Sprache ins Gespräch. Die beiden Maler leben in einem Haus außerhalb der Stadt, das einer deutschen Lehrerin gehört. Im Erdgeschoss des Hauses hat es im vorigen Winter gebrannt. Frankie und Heinz dürfen auf dem Dachboden wohnen, um auf das Gebäude aufzupassen. Frankie und Ulli sind für kurze Zeit ein Paar, das Verhältnis zwischen Heinz und der Protagonistin wird zunehmend angespannter. Als Ulli nach längerer Zeit und nur durch Glück Edi und Andreas wieder trifft, bleibt sie bei ihnen und trennt sich so von Frankie, ohne es ihm mitzuteilen.
- Paolo ist ein Don der örtlichen Mafia in Palermo. Seine Bildung lässt zu wünschen übrig, er spricht nur sizilianisch und nicht einmal italienisch. Edi lässt sich von ihm für sexuelle Gefälligkeiten unter anderem ihre Drogensucht finanzieren. Für einige Zeit wohnen die zwei Frauen in Paolos Villa beziehungsweise stehen hier eher unter Hausarrest. Das Gebäude soll einen möglichst unbewohnten Eindruck erwecken. Als Ulli sich weigert, aus vermeintlicher Gastfreundschaft mit Besuchern von Paolo zu schlafen, kommt es zum Eklat. Vermutlich entkommt Ulli nur deswegen einer Strafe, weil Paolo akute Probleme mit der hiesigen Polizei hat. Ulli und Edi nehmen das Ereignis als Anlass, aus der Villa zu fliehen. Für seinen Handlanger Gino, der den Kontakt zwischen den Frauen und Paolo hergestellt hat, bedeutet das Verhalten einen Gesichtsverlust. Weil er um seine Karriere als Verbrecher fürchtet, bedroht er Ulli mehrfach mit dem Tod. Auch Edi nimmt der Erzählerin die Flucht übel, weil sie dadurch in finanzielle Schwierigkeiten kommt.

## Entstehung und Stil
Nach der Rückkehr von ihrer Italienreise war Ulli Lust ziemlich durcheinander und fühlte sich orientierungslos im Leben. Von den dortigen Erlebnissen erzählte die Künstlerin selbst ihren Freunden nur sehr selten, auch weil ihr kaum jemand glaubte, dass sie zum Beispiel nur einmal Heroin ausprobiert hatte und sich nicht prostituierte. Ihre spätere Schwangerschaft – Lust wurde etwa ein Jahr nach ihrer Reise Mutter – gab der Comiczeichnerin Zeit zum Nachdenken. Insbesondere die Geburt ihres Sohnes machte für Lust deutlich, dass sie trotz ihrer Erfahrungen keinen Hass auf Männer kultivieren wolle. Letztendlich entstand der Wunsch, das Erlebte als Comic zu verarbeiten. Trotzdem fiel es der Comickünstlerin schwer, die Erlebnisse zu veröffentlichen. Ursprünglich plante Lust einen Umfang von 200 bis 250 Seiten für ihr Projekt.

„Ich wollte erzählen wie es wirklich war und ich wollte auch unbedingt aus der weiblichen Befindlichkeit erzählen. Es war mir ganz wichtig, wie es Frauen geht, wenn sie in südlichere Länder reisen […] diese extreme Aufdringlichkeit, die man da erlebt.“

Gemeinsam mit Kommilitonen der Kunsthochschule Berlin-Weißensee entstand neben dem Studium die Zeichnergruppe Monogatari. Unter den Mitgliedern befinden sich neben Ulli Lust zum Beispiel noch die Comiczeichner Mawil und Kai Pfeiffer. Lust blieb in der Gruppe zunächst im Hintergrund, da sie fast all ihre Energie Heute ist der letzte Tag vom Rest deines Lebens widmete. Sie arbeitete zwischen vier und fünf Jahre lang an ihrem autobiographischen Comic. Das umfangreiche Werk hat über 460 Seiten, die Autorin zeichnete jeweils eine Seite in zwei bis drei Tagen. Ihr Fortschritt wurde durch andere Arbeiten unterbrochen, etwa von einem Bericht über eine schrumpfende Plattenbausiedlung in der ehemaligen DDR. Zunächst veröffentlichte Ulli Lust die Geschichte kapitelweise auf der Internetseite electrocomics.com, eine Plattform für Netzcomics, die sie gemeinsam mit Kai Pfeiffer betreibt. Für die Veröffentlichung im Internet waren die meisten Seiten im Comic-Strip-Format ausgearbeitet. Online erschienen 11 Teile des Comics, was ungefähr etwas mehr als der Hälfte des Buchumfangs entspricht. Für die Buchveröffentlichung hat die Autorin die Bilderfolge zum Teil neu arrangiert, um die Möglichkeiten einer Buchseite voll nutzen zu können. Die ersten Kapitel entstanden als Bleistiftvorzeichnungen, die sie mit Tusche in Reinform brachte. Im Laufe der Arbeit empfand Ulli Lust den sauberen Stil allerdings nicht mehr als passend zum Inhalt. Deswegen arbeitete sie fortan nur noch mit Bleistift, um den Zeichnungen einen rauheren und spontaneren Charakter zu verleihen. Durch den geänderten Stil musste die Comickünstlerin die ersten Kapitel noch einmal neu zeichnen, was einige Monate Mehrarbeit bedeutete. Insgesamt umfasst das Werk 20 Kapitel, die nicht von der Überschrift, sondern einem Bild eingeleitet werden. Die Illustrationen sind vollständig in Schwarz-Weiß gehalten und wurden nur mit Grün nachkoloriert.
Die Erzählung beschränkt sich auf die Perspektive der Protagonistin. Als sie etwa auf dem Weg von Neapel nach Palermo von Edi und Andreas getrennt wird, gibt es keinen Erzählstrang, der Edis Weg in die Prostitution und Mafiakreise schildert. Erst als sich die beiden wieder treffen, erfährt man von Edis Erlebnissen. Nur einmal löst sich die Künstlerin von der eigenen Perspektive, um die Intrige, die zur Trennung der Freundinnen führt, zu veranschaulichen. Lust zeigt hier eine schematische Darstellung eines Bahnhofs, was sie so selber nicht beobachtet haben kann. Mit zunehmendem Fortschritt ihrer Arbeit traute sich die Comiczeichnerin immer häufiger formale Experimente zu, um die chronistische Struktur ihrer Geschichte zu erweitern. Einen Traum visualisiert Lust durch ein Höhlensystem, das sich unter dem Haus befindet, in dem sie in dieser Nacht schläft. An anderer Stelle zeigt sie einen Wutausbruch, bei dem sich die Konturen der eigenen Figur nach und nach ins Nichts auflösen. Starrenden Männern wachsen Hände aus den Augen, die die junge Frau bildlich begrapschen. Einzelne Seiten bleiben komplett leer, um psychische Belastungen in Ausnahmesituation zu verdeutlichen. Unsicherheit äußert sich durch eine Verschiebung der Perspektive. Ihren Vergewaltiger stellt sie als ein wildes Tier dar.

## Veröffentlichungen
Der Comic erschien erstmals im Juni 2009 beim avant-verlag (464 Seiten, duotone, Softcover, ISBN 978-3-939080-36-7). Relativ früh erfährt man durch die Geschichte selbst, wie es zu dem Titel für die Veröffentlichung kam. Die jüngere Schwester von Ulli Lust verstarb früh und unerwartet, was der Comiczeichnerin zunächst große Angst bereitete. Sie wollte sich von dieser Angst allerdings nicht unterkriegen lassen und entschied schließlich, jeden Tag zu genießen, als sei dies der letzte ihres Lebens. Der Einband von Heute ist der letzte Tag vom Rest deines Lebens ist vollständig in Rot gehalten, der weiße, an Graffiti erinnernde Titelschriftzug nimmt den größten Teil des Covers ein. Von einem Selbstporträt der Künstlerin wird lediglich ein Ausschnitt gezeigt: Die Haare bilden den Hintergrund für den Titel, nur die Augen von Ulli Lust sind nicht von dem Schriftzug verdeckt. Die Geschichte wurde mehrfach übersetzt. Die erste Übersetzung von Jörg Stickan brachte der Verlag Çà et là in Französisch als Trop n’est pas assez am 18. November 2010 heraus, ISBN 978-2-916207-46-9. Ein zweites Beispiel ist die Veröffentlichung von Fantagraphics Books am 15. Juni 2013 unter dem Titel Today is the Last Day of the Rest of Your Life, die von Kim Thompson ins Englische übertragen wurde, ISBN 978-1-60699-557-0. Es handelt sich dabei um eine der letzten Übersetzungsarbeiten von Thompson, der nur vier Tage nach der Publikation am 19. Juni 2013 an Lungenkrebs starb. Es gibt weitere Übersetzungen ins Finnische, Italienische, Kroatische, Niederländische, Norwegische, Portugiesische, Schwedische und Spanische.

## Kritiken und Auszeichnungen
Für Andreas Platthaus stellt der Comic eine Sensation dar, „[n]icht, weil er so dick ist, sondern weil Ulli Lust eine Geschichte zu erzählen hat, die ihresgleichen sucht“. Auf solche Geschichten habe „nicht nur der deutsche Comic gewartet, aber er ganz besonders“. Man könne dem avant-verlag gar nicht genug danken, dass der Verlag die autobiographische Geschichte in sein Programm aufgenommen habe. Die gedruckte Ausgabe des Comics ist laut Platthaus insgesamt zu bevorzugen, nur selten stelle die digitale Version die bessere Variante dar. Jan Oberländer schreibt in Der Tagesspiegel, Ulli Lust erzähle in „meisterhaft ausdrucksstarken Bildern die Geschichte einer Reise durch den Testosteron-Dschungel – aber auch einer Reise zu sich selbst“. Die jungen Frauen möchten Lebenserfahrungen sammeln und neue Menschen kennenlernen, treffen dabei aber meist auf Männer, die sich als „Glotzer und Grabscher, Lügner und Luden“ herausstellten. Der Comic zeige Italien nicht als Urlaubsparadies, „trotz Petersdom und Felsenstränden, sondern voller Vergewaltiger, Junkies und Mafiosi“. Auf comic.de lobt Michael Saager das Werk als „inhaltlich und zeichnerisch höchst bemerkenswerte Graphic Novel“. Der meist reduzierte und raue Strich verleihe dem Buch „dokumentarische Qualität“. Zita Bereuter attestiert bei FM4 Ulli Lust einen schonungslosen und direkten Erzählstil und bezeichnet den autobiographischen Comic als großartig. Die Landschaften und Gebäude seien „mitunter liebevoll und detailliert gezeichnet, die Menschen oft weniger“. Der Sohn der Comickünstlerin habe das Buch nach längerem Zögern mit 24 Jahren gelesen und sei dann allerdings begeistert gewesen. Ihre Mutter habe das Werk nur durchgeblättert und äußerte, die Geschichte kein zweites Mal durchmachen zu müssen. Laut die Neue Zürcher Zeitung sei der Comic nicht nur eine „erzählerische Wucht“, sondern auch der „beeindruckendste Comic-Roman des Jahres“. Dabei stelle die Veröffentlichung für die Autorin „kein geringes Wagnis“ dar. Immer wieder stelle man sich die Frage, wie naiv die junge Autorin denn noch sein könne. Die Bewunderung gelte aber Ulli Lusts „Mut, so offen über diese Naivität zu berichten“.
Sowohl Robert Kirby als auch Eddie Campbell loben Today is the Last Day of the Rest of Your Life bei The Comics Journal. Kirby zeigt sich  bereits von dem Cover von Today is the Last Day of the Rest of Your Life begeistert. Das Porträt und das im Titel enthaltende Motto der jungen Protagonistin fange die geschilderten Erlebnisse treffend ein („[t]he cover portrait beautifully captures her approach to everything that follows“). Die Reise, die die beiden Freundinnen immer weiter in den Süden Italiens bringt, beginne zunächst mit einer festlichen und lockeren Stimmung, verdüstere sich aber im Verlauf der Geschichte durch die zunehmend bedrohlichere und für die Frauen entmenschlichende Umgebung („in the first leg of their odyssey, the mood is generally festive […] [a]s they make their way further south, however, the attentions of men take a much darker edge and […] grows ever more threatening and dehumanizing“). Getragen werde die Erzählung von herausragenden Zeichnungen, gekonnt illustriere Lust sowohl Figuren als auch Umgebung („Lust’s two-color cartooning throughout is simply outstanding. She demonstrates as much facility with character design and body language as she does rendering cityscapes […] or the sweeping grandeur of the Italian countryside“). Dabei könne man jedem Panel den Aufwand anmerken, den die Künstlerin in ihr Werk investiert habe („[t]he sheer amount of effort that went into each panel“). Auch nach Campbell lohnt es sich, die umfangreiche Graphic Novel zu lesen. Insbesondere gegen Ende der Geschichte wurde für Campbell deutlich, wie sehr ihn das Werk bewege, weil es erst dann seine vollständige Gestalt entfalten könne („I found myself moved quite profoundly by the end, when the whole thing came together and revealed its shape“). Durch die konsistente Umsetzung funktioniere das Werk hervorragend in seiner Gesamtheit, was insbesondere in Anbetracht des Umfangs eine große Herausforderung darstelle („[t]he book works as a thing in its entirety, consistency being the governing virtue […] [i]t is not an easy thing to be consistent over so many pages, and a great deal of ground is covered in this book“). Laut Tahneer Oksman im Cleaver Magazine ist es erstaunlich, wie gekonnt die Comickünstlerin die damalige Zeit einfange. Die Bilder vibrierten förmlich durch die zum Teil lärmenden Emotionen, zum Beispiel wenn die Protagonisten sich wütend gegen ihre Aggressoren zur Wehr setzt oder wenn sie verzweifelt auf der Suche nach etwas Essbarem ist („[t]he images […] vibrate with those same clamorous emotions – we feel Ulli’s anger as she fights her aggressors, […] her desperation as she hungers for a bite to eat“). Gleichzeitig sei die Graphic Novel so fesselnd, weil sich die Erzählerin zurückhalte, zu viele Informationen preiszugeben. So erführen die Leser etwa nicht, was die Ereignisse jenseits der Geschichte für Lust bedeuteten und wie diese sie in ihrer persönlichen Entwicklung beeinflussten („what makes this memoir so stunning is the way Lust simultaneously holds back from offering too much information […], we don’t know what this journey will inevitably mean for her, how it will ultimately change her“).
Sowohl im deutschsprachigen als auch internationalen Raum wurde Heute ist der letzte Tag vom Rest deines Lebens insgesamt mehrfach ausgezeichnet. Im deutschsprachigen Raum erhielt das Werk seine erste Auszeichnung im Jahr 2009 von Freistil Online in der Kategorie „Bester Deutscher Comic“. 2010 folgte beim Comic-Salon Erlangen der Max-und-Moritz-Preis in der Kategorie „Publikumspreis“, welche in dem Jahr zum ersten Mal ausgelobt wurde. Im gleichen Jahr wurde die autobiographische Geschichte mit dem ICOM Independent Comic Preis als „Bester Independent Comic“ ausgezeichnet. In der Urteilsbegründung der Jury heißt es, kein anderer Comic der Konkurrenz habe sich in dem Jahr „vergleichbar viel vorgenommen und vergleichbar bravourös gelöst“. Ulli Lusts ausdrucksstarker künstlerischer Umsetzung und Bildsprache sei es zu verdanken, dass man den Comic „geradezu mit Genuss verschlingt“. In Frankreich gewann Heute ist der letzte Tag vom Rest deines Lebens 2011 sowohl den Prix Révélation des Festivals International de la Bande Dessinée d’Angoulême als auch den Prix Artémisia. Bei letzterem Preis überzeuge der Comic durch seine außergewöhnlichen erzählerischen Qualitäten und die kraftvollen Zeichnungen („ses qualités narratives exceptionnelles, son dessin vigoureux en adéquation“). In Schweden wurde das Werk im Jahr 2013 mit dem Urhunden für das beste ins Schwedische übersetzte Comicalbum geehrt. In den Vereinigten Staaten wurde die autobiographische Erzählung 2013 mit zwei Preisen ausgezeichnet, mit dem Ignatz Award als „Outstanding Graphic Novel“ und dem Los Angeles Times Book Prize in der Kategorie „Graphic Novels / Comics“.